# Дубель-шлюпка

Дубель-шлюпка образца 1737 года. Реконструкция И. И. Черникова

Ду́бель-шлю́пка — небольшое парусно-гребное военное судно в российском флоте XVIII века, предназначенное для действий на реках, в лиманах и вблизи побережья морей.
Дубель-шлюпки были предшественниками канонерских лодок и выполняли те же функции, а также десантно-транспортные задачи, служили посыльными судами.
В зависимости от периода постройки дубель-шлюпки имели от 9 до 20 пар вёсел. Первоначально парусное вооружение состояло из двух мачт с латинскими парусами, позже — одна съёмная мачта с прямыми парусами. В начальный период беспалубные, позже имели палубу.
Водоизмещение до 50 тонн, длина 17 — 25 метров, ширина 4,5 — 6 метров, осадка до 2 метров, экипаж до 50 человек. Вооружение — до 15 орудий (в первом варианте шесть двухфунтовых фальконетов, в более позднем варианте — 6 — 8 орудий, в том числе два однопудовых (196 мм) единорога или две — три трёхпудовых (273 мм) гаубицы и мелкие трёх — 12-и фунтовые (76 — 120 мм) пушки).

## История появления и применения
В российском императорском флоте дубель-шлюпки появились в 1730-х годах и прослужили до 1790-х годов, когда были замены канонерскими лодками. Особо ярким моментом было массовое строительство судов этого класса в 1736—1737 годах при формировании Днепровской флотилии, которая требовалась для поддержания армии генерал-фельдмаршала К. Б. Миниха, действовавшей на днепровском направлении в ходе Русско-турецкой войны 1735—1739 гг.

### Происхождение термина
Из донесения Адмиралтейств-коллегии Сенату от 6 сентября 1736 года:
«…именуемые дубель-шлюпками делаются в подобие, как обычно при военных кораблях шлюпки бывают, против оных вдвое».
То есть название происходит от европейского double — «двойной» (в одном из источников утверждается, что именно из английского языка, хотя это не очевидно).
В написании часто можно встретить варианты дубельшлюпка, дуббель-шлюпка, дюбель-шлюпка, дюпель-шлюпка и тому подобное. А также дубель-шлюп, относительно чуть увеличенных дубель-шлюпок Второй Камчатской экспедиции.

### Дубель-шлюпки во Второй Камчатской экспедиции Витуса Беринга
В 1733—1737 для Второй Камчатской экспедиции Витуса Беринга были построены в городах три дубель-шлюпки, поименованные: 
- в Тобольске — «Тобол» (построена в 1733 году) для команды лейтенанта Д. Овцына;
- в Якутске — «Якутск» (заложена весной 1734 года, спущена весной 1735 года) для команды лейтенанта В. Прончищева (штурманом на этой дубель-шлюпке был С. Челюскин);
- в Охотске — «Надежда» (спущена на воду в 1737 году) для команды лейтенанта В. Вальтона.

Первые две строились по чертежам присланным из Санкт-Петербурга, имели 24 весла, длину корпуса 21,48 м, ширину 5,48 м. Третья - трехмачтовая дубель-шлюпка с гафельным парусным вооружением длиной 24,5 м, шириной около 6 м, глубиной трюма 1,8 м, была построена мастерами Рогачевым и А. Кузьминым, разбилась в 1753 году у Курильских островов.

### Массовое строительство дубель-шлюпок дляДнепровской флотилиив 1736—1737 годах
Чертёж нового судна выполнил обер-интендант Р. Броун. По чертежам была изготовлена образцовая полумодель. До 1809 года полумодель хранилась в модель-камере при Главном Адмиралтействе, с 1809 года — в ЦВММ.
Дубель-шлюпки того проекта имели 18 пар вёсел и две мачты с латинским вооружением, подобным стоящему на турецких кочебасах. Артиллерийское вооружение состояло из шести двухфунтовых фальконетов, установленных на вертлюги. Предназначались дубель-шлюпки для поддержки русских войск, действовавших по берегам Днепра и его лимана. При необходимости они могли перевозить до пятидесяти вооруженных людей с двумя полковыми пушками.
Приказом Сената от 19 июня 1736 года (по другим данным 4 января 1737 года) было постановлено построить на верфях в Брянске 70 плашкоутов для переправ, 3 малых прама, 4 плоскодонные галеры и 500 дубель-шлюпок. Позже количество сократили до 400.
По мере строительства дубель-шлюпки спускались по Днепру к району боевых действий, в которых принимали активное участие — обстреливали вражеские позиции, перевозили войска.
После заключения мира с Турцией, 15 октября 1739 года вышел указ Анны Иоанновны об упразднении Днепровской флотилии. Ввиду непригодности к дальнейшей боевой службе большинство кораблей флотилии было сожжено. На окончание кампании из 657 единиц флотилии 245 были дубель-шлюпками.

### Дубель-шлюпки в Русско-Турецкой войне 1787-1791 годов
Несколько дубель-шлюпок входили в состав Гребной флотилии Черноморского флота во время Русско-Турецкой войны 1787—1792 гг. Действовали они в Днепровском лимане. Одна из них — дубель-шлюпка № 2, вооруженная семью пушками и имевшая экипаж из 52 человек — прославилась подвигом её командира капитана 2-го ранга Остен-Сакена, который ценой своей жизни взорвал её, уничтожив четыре турецкие галеры, схватившиеся с ней на абордаж.